# Lars Steiner
Lars Steiner född 22 mars 1972 i Byberg, Forsa socken, Hälsingland, är en svensk barnboksförfattare.